# Ōzu (Kumamoto)
Ōzu (大津町?, Ōzu-machi) è una cittadina giapponese della prefettura di Kumamoto.